# Valloire-sur-Cisse
Pour les articles homonymes, voir Valloire (homonymie).
Valloire-sur-Cisse est une commune nouvelle, située dans le département de Loir-et-Cher, en région Centre-Val de Loire.
Créée le 1er janvier 2017, elle est issue du regroupement de trois communes créées sous la Révolution, à savoir Chouzy-sur-Cisse, Coulanges et Seillac, qui sont depuis devenues « communes déléguées ».
Son chef-lieu est fixé à Chouzy-sur-Cisse.

## Géographie

### Territoire
Née de la fusion de trois communes, le territoire de Valloire-sur-Cisse s'étale sur près de 40 km2, dont les trois quarts se situent en vallée de la Cisse (Chouzy-sur-Cisse et Coulanges), et le dernier se trouve plus haut dans la vallée, arrosé par le Cissereau (Seillac).
Par ailleurs, en termes d'axes de communication, Seillac n'est pas directement reliée au reste de Valloire-sur-Cisse. De plus, seule Chouzy-sur-Cisse est directement accessible par le train, avec la seule gare ferroviaire sur le territoire de la commune nouvelle.
Ainsi, la commune déléguée de Coulanges se trouve à 2,9 km à vol d'oiseau de la gare de Chouzy, et Seillac à 7,3 km.

### Localisation et communes limitrophes
La commune de Valloire-sur-Cisse se trouve au centre-ouest du département de Loir-et-Cher, dans la petite région agricole des Vallée et Coteaux de la Loire,. À vol d'oiseau, elle se situe à 9,6 km de Blois, préfecture du département et à 5,9 km de Veuzain-sur-Loire, chef-lieu du canton d'Onzain dont dépend la commune depuis 2015. La commune fait en outre partie du bassin de vie d'Onzain.
Les communes les plus proches sont : Candé-sur-Beuvron (3,4 km, mais de l'autre côté de la Loire), Les Montils (5,1 km, également sur l'autre rive), Valencisse (5,1 km), Chailles (5,5 km, au sud de la Loire), Veuzain-sur-Loire (5,9 km), Chaumont-sur-Loire (6,1 km) et Valaire (6,2 km).

### Paysages et relief
Dans le cadre de la Convention européenne du paysage, adoptée le 20 octobre 2000 et entrée en vigueur en France le 1er juillet 2006, un atlas des paysages de Loir-et-Cher a été élaboré en 2010 par le CAUE de Loir-et-Cher, en collaboration avec la DIREN Centre (devenue DREAL en 2011), partenaire financier. Les paysages du département s'organisent ainsi en huit grands ensembles et 25 unités de paysage,. La commune fait partie de deux unités de paysage : « la Loire de Blois aux portes de Chaumont » et « la vallée de la Cisse Blésoise ».
En aval de Blois, la vallée de la Loire prend un visage inédit dans le département : très peu urbanisée, elle apparaît principalement cernée de boisements qui cadrent le paysage dans un couloir de coteaux désormais élevés, encore rehaussés par les lisières. Au nord, la forêt de Blois couvre le plateau de Beauce sur une surface de 2 800 hectares et s'avance très près du rebord de coteau. Au sud, c'est la forêt de Russy qui délimite le paysage en occupant à la fois le rebord du plateau solognot et le coteau lui-même. Plus à l'aval, le Beuvron, qui ouvre le coteau pour s'écouler dans la vallée, est lui aussi bordé de boisements qui cadrent la rivière et prolongent l'écrin de végétation en direction de la Sologne.
La Cisse naît sur le plateau de Beauce, mais elle ne présente vraiment un profil de vallée qu'à partir de Saint-Bohaire, où les coteaux sont visuellement marqués et s'élèvent à 25 mètres de haut. Plus à  l'aval, autour de Valencisse, ils atteignent 45 mètres et retrouvent une trentaine de mètres à l'approche de la vallée de la Loire. Le dessin de la vallée est renforcé par la platitude de son fond qui contraste avec la vigueur de ses coteaux. Les nombreux méandres et les boucles de Valencisse enrichissent la morphologie de la Cisse, qui déroule progressivement un paysage tout en souplesse.
L'altitude du territoire communal varie de 61 mètres à 122 mètres,.

### Hydrographie
La commune est drainée par la Cisse (6,971 km), la Loire (2,929 km) et par divers petits cours d'eau, constituant un réseau hydrographique de 27,68 km de longueur totale.
La Cisse traverse la commune du nord-est vers le sud-ouest. D'une longueur totale de 87,7 km, elle prend sa source dans la commune de Rhodon et se jette  dans la Loire à Rochecorbon (37), après avoir traversé 23 communes.
Le cours de la Loire s'insère dans une large vallée qu'elle a façonnée peu à peu depuis des milliers d'années. Elle traverse d'est en ouest le département de Loir-et-Cher depuis Saint-Laurent-Nouan jusqu'à Veuzain-sur-Loire, avec un cours large et lent. La Loire présente des fluctuations saisonnières de débit assez marquées.
La Cisse est un cours d'eau de deuxième catégorie, où le peuplement piscicole dominant est constitué de poissons blancs (cyprinidés) et de carnassiers (brochet, sandre et perche), tandis que la Loire est un cours d'eau de première catégorie, où le peuplement piscicole dominant est constitué de salmonidés (truite, omble chevalier, ombre commun, huchon).

### Climat
Pour des articles plus généraux, voir Climat du Centre-Val de Loire et Climat de Loir-et-Cher.
En 2010, le climat de la commune est de type climat océanique dégradé des plaines du Centre et du Nord, selon une étude du CNRS s'appuyant sur une série de données couvrant la période 1971-2000. En 2020, Météo-France publie une typologie des climats de la France métropolitaine dans laquelle la commune est exposée à un climat océanique altéré et est dans la région climatique Moyenne vallée de la Loire, caractérisée par une bonne insolation (1 850 h/an) et un été peu pluvieux.
Pour la période 1971-2000, la température annuelle moyenne est de 11,1 °C, avec une amplitude thermique annuelle de 15,2 °C. Le cumul annuel moyen de précipitations est de 642 mm, avec 11 jours de précipitations en janvier et 7 jours en juillet. Pour la période 1991-2020, la température moyenne annuelle observée sur la station météorologique de Météo-France la plus proche, sur la commune de Cheverny à 16 km à vol d'oiseau, est de 11,8 °C et le cumul annuel moyen de précipitations est de 675,8 mm,. Pour l'avenir, les paramètres climatiques de la commune estimés pour 2050 selon différents scénarios d'émission de gaz à effet de serre sont consultables sur un site dédié publié par Météo-France en novembre 2022.

### Milieux naturels et biodiversité

#### Sites Natura 2000
Le réseau Natura 2000 est un réseau écologique européen de sites naturels d'intérêt écologique élaboré à partir des Directives «Habitats » et «Oiseaux ». Ce réseau est constitué de Zones spéciales de conservation (ZSC) et de Zones de protection spéciale (ZPS). Dans les zones de ce réseau, les États membres s'engagent à maintenir dans un état de conservation favorable les types d'habitats et d'espèces concernés, par le biais de mesures réglementaires, administratives ou contractuelles. L'objectif est de promouvoir une gestion adaptée des habitats tout en tenant compte des exigences économiques, sociales et culturelles, ainsi que des particularités régionales et locales de chaque État membre. Les activités humaines ne sont pas interdites, dès lors que celles-ci ne remettent pas en cause significativement l'état de conservation favorable des habitats et des espèces concernés. Des parties du territoire communal sont incluses dans les sites Natura 2000 suivants : 
- une ZSC, la « Vallée de la Loire de Mosnes à Tavers », d'une superficie de 2 278 ha, un des sites ligériens les plus remarquables par son originalité, avec des milieux naturels incontournables tels que les habitats d'eaux courantes et stagnantes accueillant de nombreux poissons et autres animaux de l'Annexe II (Castor), les pelouses et prairies de grèves et zones inondables et les forêts alluviales[26] ;
- une ZPS, le « Vallée de la Loire du Loir-et-Cher », d'une superficie de 2 398 ha[27].

#### Zones nationales d'intérêt écologique, faunistique et floristique
L'inventaire des zones naturelles d'intérêt écologique, faunistique et floristique (ZNIEFF) a pour objectif de réaliser une couverture des zones les plus intéressantes sur le plan écologique, essentiellement dans la perspective d'améliorer la connaissance du patrimoine naturel national et de fournir aux différents décideurs un outil d'aide à la prise en compte de l'environnement dans l'aménagement du territoire. Le territoire communal de Valloire-sur-Cisse comprend une ZNIEFF : la « Loire Blésoise » (2 380,68 ha).

Cartes des Znieff et zones Natura 2000.
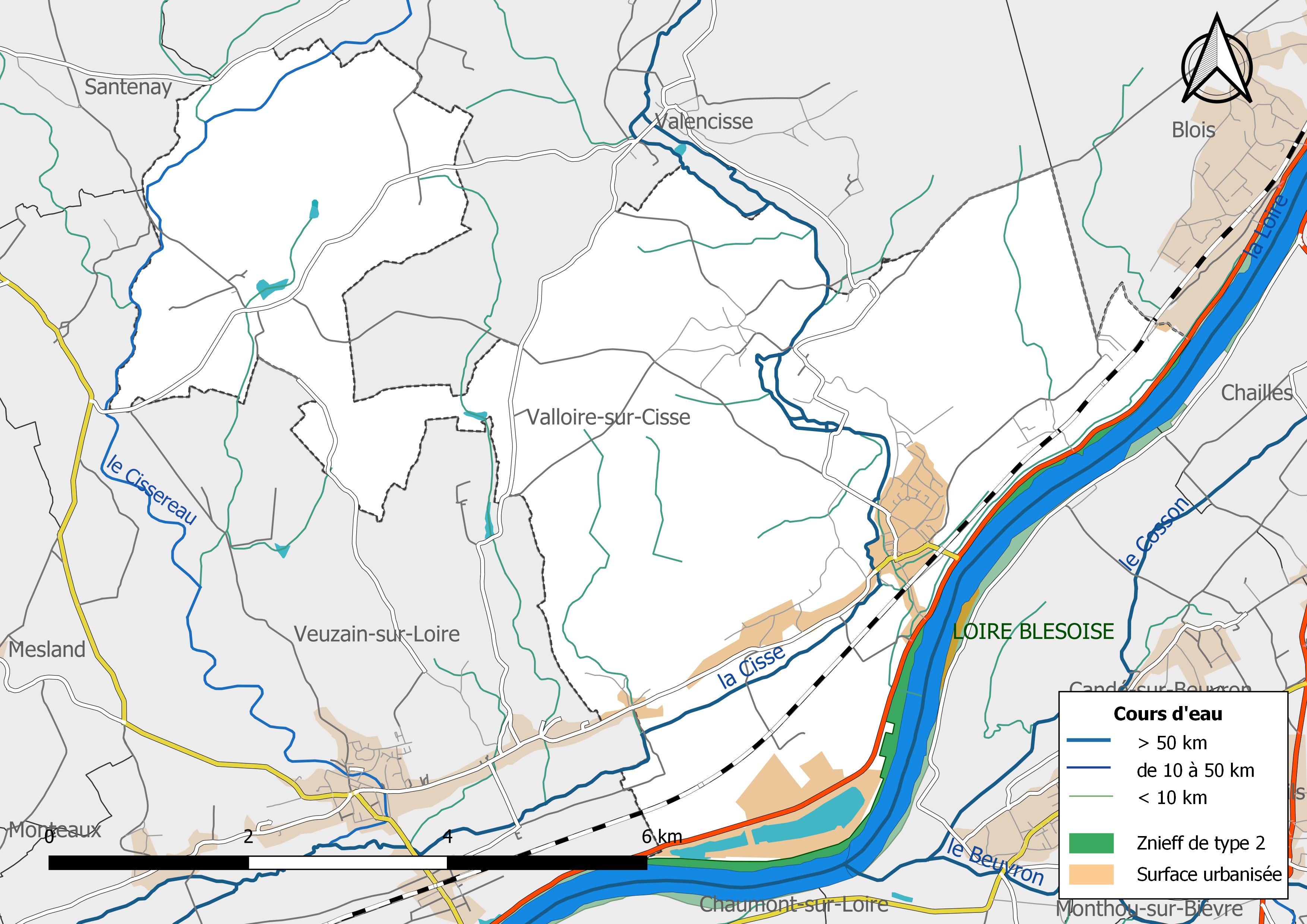
Carte des ZNIEFF de type 2 localisées sur la commune[Note 2].
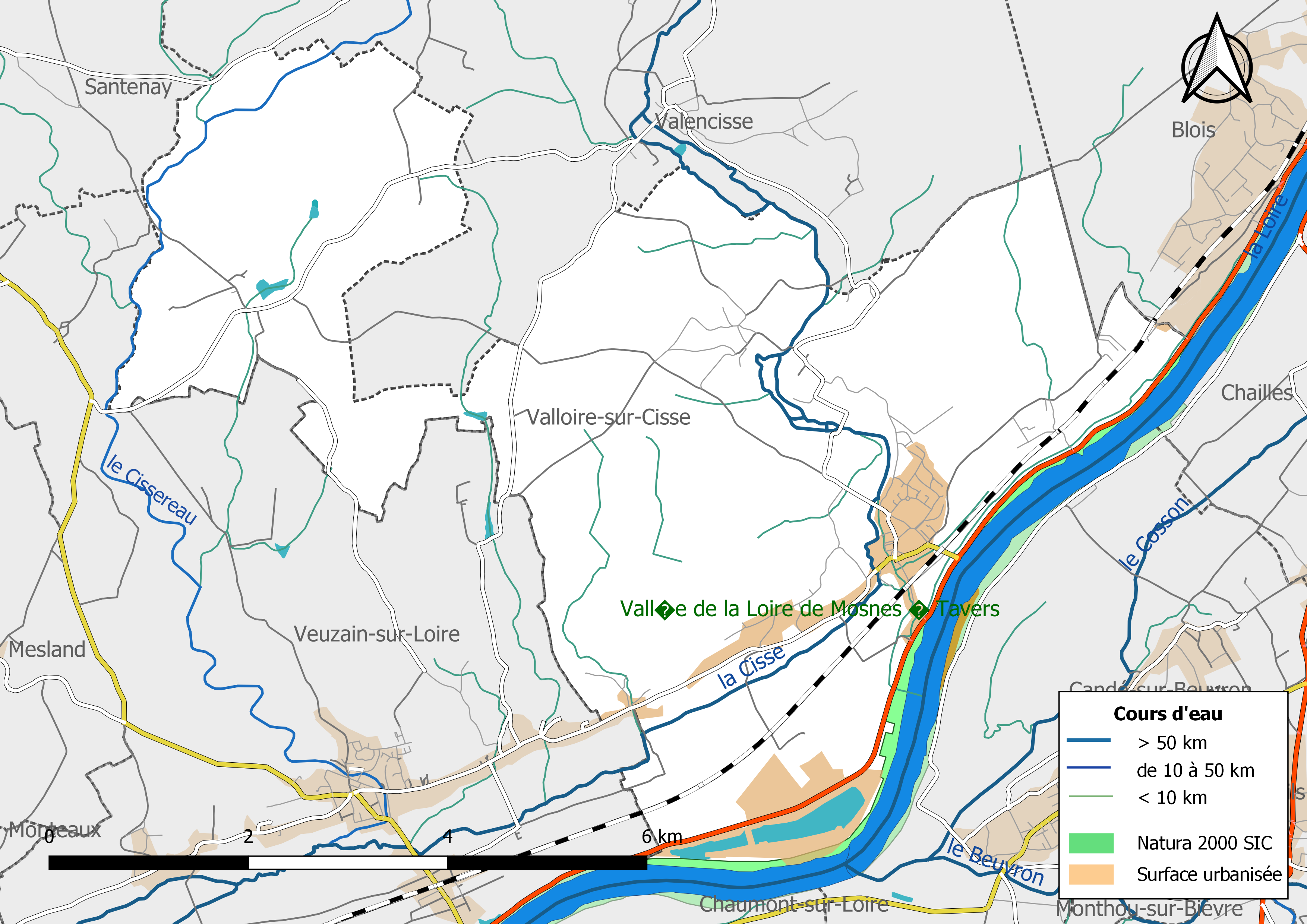
Carte de la zone Natura 2000 de type SIC localisée sur la commune.
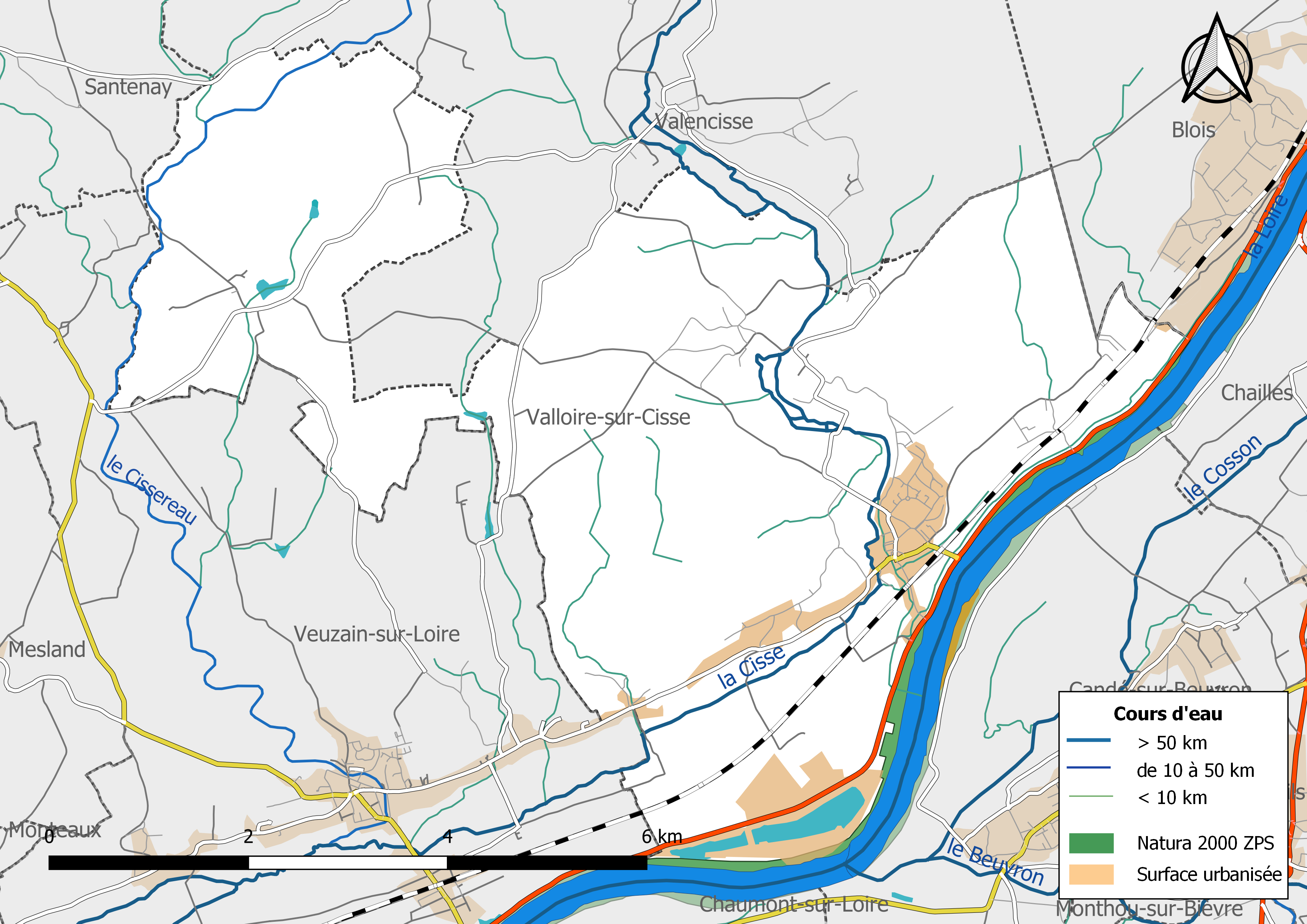
Carte de la zone Natura 2000 de type ZPS localisée sur la commune.

## Urbanisme

### Typologie
Au 1er janvier 2024, Valloire-sur-Cisse est catégorisée commune rurale à habitat dispersé, selon la nouvelle grille communale de densité à sept niveaux définie par l'Insee en 2022.
Elle appartient à l'unité urbaine de Veuzain-sur-Loire, une agglomération intra-départementale regroupant trois  communes, dont elle est ville-centre,,. Par ailleurs la commune fait partie de l'aire d'attraction de Blois, dont elle est une commune de la couronne,. Cette aire, qui regroupe 78 communes, est catégorisée dans les aires de 50 000 à moins de 200 000 habitants,.

### Occupation des sols
Selon  l'Insee, Valloire-sur-Cisse est une commune urbaine. Elle appartient en effet à l'unité urbaine de Onzain et à l'aire urbaine de Blois,.
L'occupation des sols est marquée par l'importance des espaces agricoles et naturels (88,6 % sur l'ancienne commune Chouzy-sur-Cisse). La répartition détaillée sur Chouzy-sur-Cisse ressortant en 2012 de la base de données européenne d'occupation biophysique des sols Corine Land Cover est la suivante : 

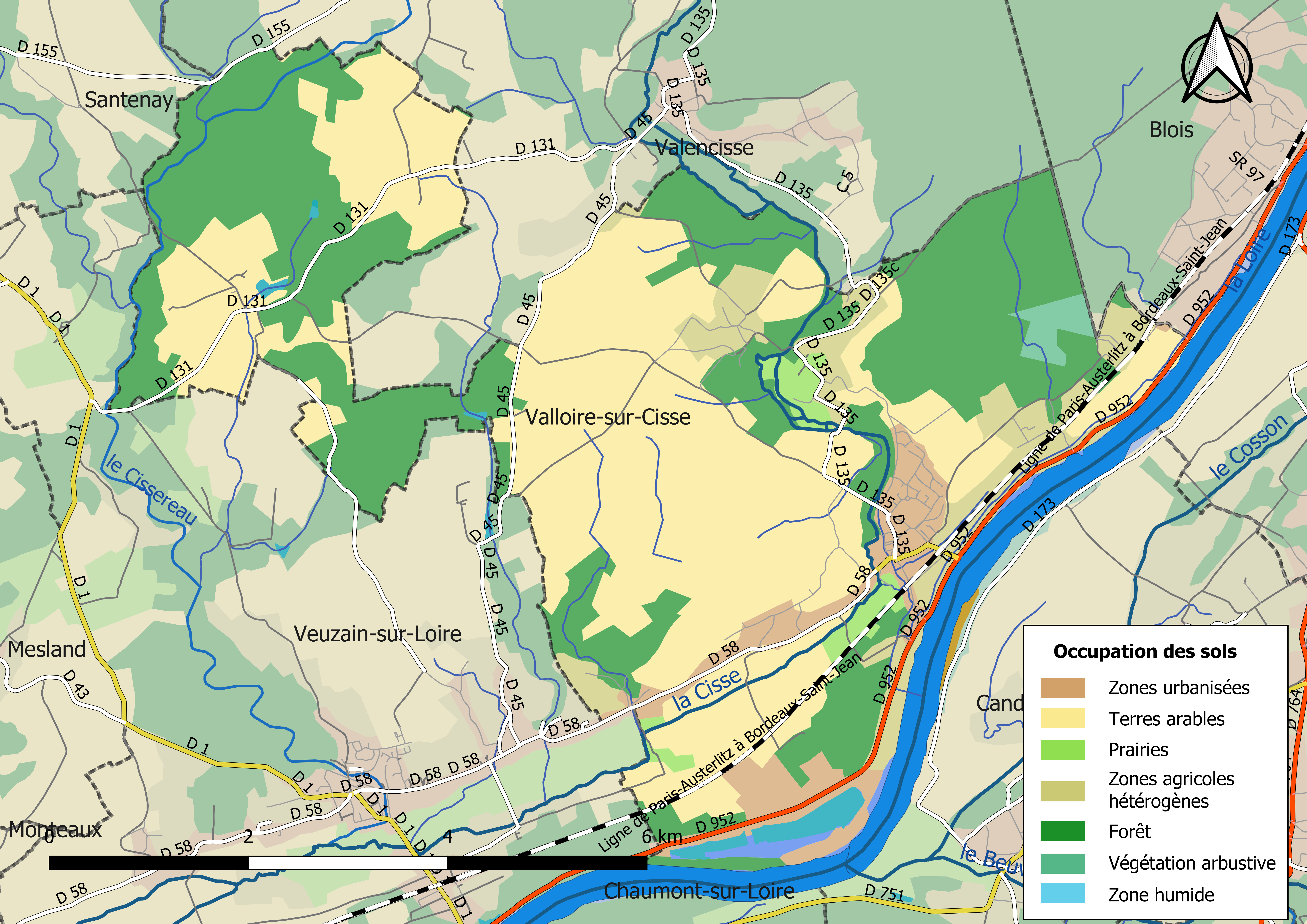
Carte des infrastructures et de l'occupation des sols de la commune en 2018 (CLC).

terres arables (36,9 %), 
zones agricoles hétérogènes (13,1 %), 
forêts (28,3 %), 
prairies (3,1 %), 
milieux à végétaion arbustive ou herbacée (1,4 %), 
zones urbanisées (5,8 %), 
espaces verts artificialisés non agricoles (1,7 %), 
mines, décharges et chantiers (3,9 %), 
eaux continentales (5,7 %).
Le territoire présente une identité forte autour de l'eau : le paysage est riche d'une diversité de points de vue liés aux vallées (Cisse et Loire), et d'ouvrages liés à l'eau. À l'échelle de l'unité géographique « Veuzain-sur-Loire / Chaumont-sur-Loire», qui regroupe sept communes, dont Valloire-sur-Cisse, la consommation d'espaces agricoles et naturels pour répondre aux besoins de développement a été soutenue : 81 % des aménagements (logements, équipements, entreprises) ont été réalisés sur de nouveaux terrains, soit 112 hectares entre 2002 et 2015.

### Planification
La loi SRU du 13 décembre 2000 a incité fortement les communes à se regrouper au sein d'un établissement public, pour déterminer les partis d'aménagement de l'espace au sein d'un SCoT, un document essentiel d'orientation stratégique des politiques publiques à une grande échelle. La commune est dans le territoire du  SCOT du Blésois, approuvé en 2006 et révisé en juillet 2016.
En matière de planification, la commune disposait en 2017 d'une carte communale approuvée, un plan local d'urbanisme était en élaboration. Par ailleurs, à la suite de la loi ALUR (loi pour l'accès au logement et un urbanisme rénové) de mars 2014, un plan local d'urbanisme intercommunal couvrant le territoire de la Communauté d'agglomération de Blois « Agglopolys » a été prescrit le 3 décembre 2015.

### Habitat et logement
Le tableau ci-dessous présente la typologie des logements à Valloire-sur-Cisse en 2016 en comparaison avec celle du Loir-et-Cher et de la France entière. Une caractéristique marquante du parc de logements est ainsi une proportion de résidences secondaires et logements occasionnels (15 %) inférieure à celle du département (18 %) mais supérieure à celle de la France entière (9,6 %). Concernant le statut d'occupation de ces logements, 85,4 % des habitants de la commune sont propriétaires de leur logement (82,6 % en 2011), contre 68,1 % pour le Loir-et-Cher et 57,6 pour la France entière.
|                                                         | Valloire-sur-Cisse | Loir-et-Cher | France entière |
| ------------------------------------------------------- | ------------------ | ------------ | -------------- |
| Résidences principales (en %)                           | 79,2               | 74,5         | 82,3           |
| Résidences secondaires et logements occasionnels (en %) | 15,0               | 18           | 9,6            |
| Logements vacants (en %)                                | 5,8                | 7,5          | 8,1            |

### Risques majeurs
Le territoire communal de Valloire-sur-Cisse est vulnérable à différents aléas naturels : inondations (par débordement de la Cisse ou par ruissellement), climatiques (hiver exceptionnel ou canicule), feux de forêts, mouvements de terrains ou sismique (sismicité très faible).
Il est également exposé à un risque technologique :  le transport de matières dangereuses,.

#### Risques naturels

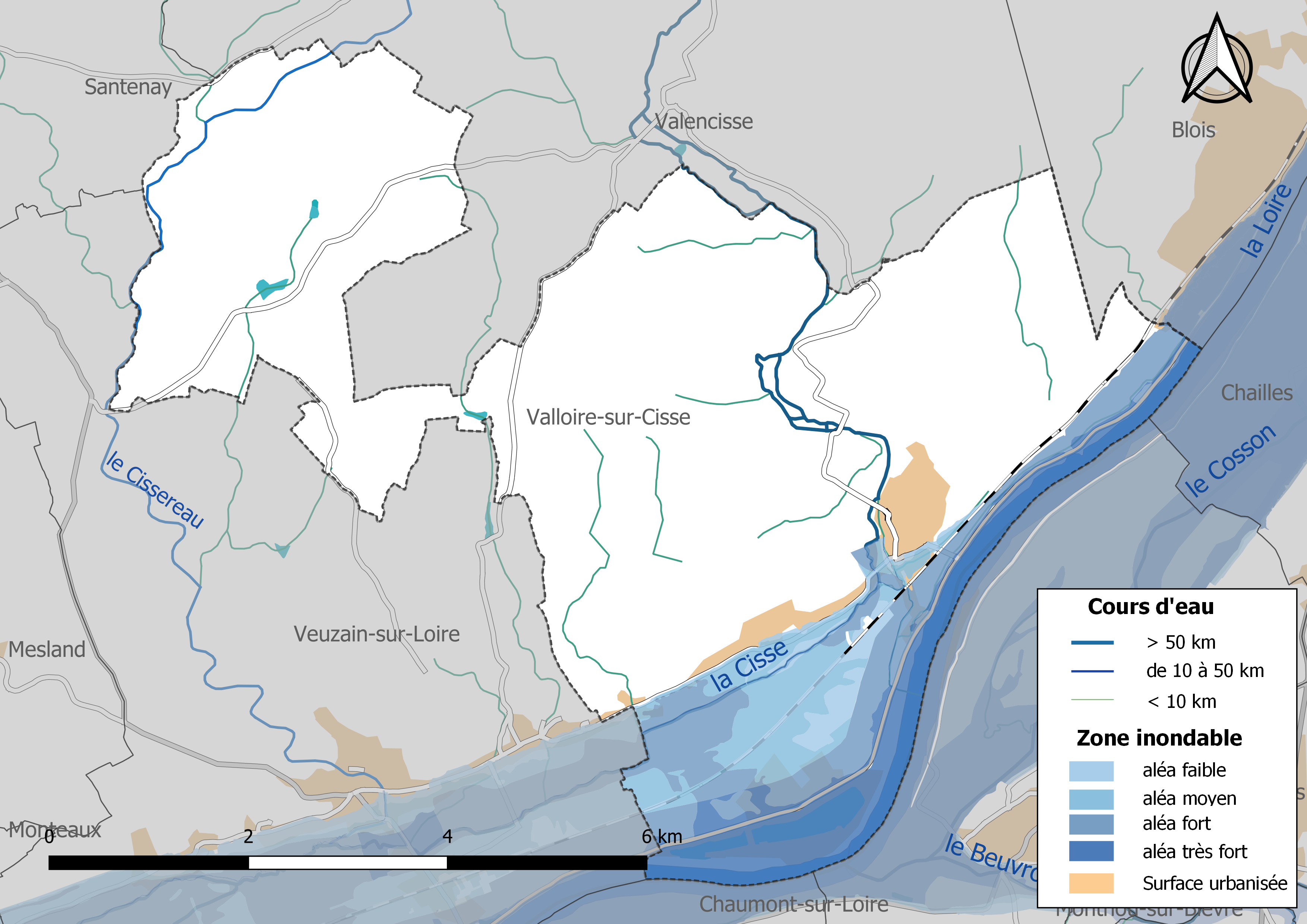
Zones inondables de la commune de Valloire-sur-Cisse.

Les mouvements de terrains susceptibles de se produire sur la commune sont soit liés au retrait-gonflement des argiles, soit des chutes de blocs, soit des glissements de terrains, soit des effondrements liés à des cavités souterraines. Le phénomène de retrait-gonflement des argiles est la conséquence d'un changement d'humidité des sols argileux. Les argiles sont capables de fixer l'eau disponible mais aussi de la perdre en se rétractant en cas de sécheresse. Ce phénomène peut provoquer des dégâts très importants sur les constructions (fissures, déformations des ouvertures) pouvant rendre inhabitables certains locaux. La carte de zonage de cet aléa peut être consultée sur le site de l'observatoire national des risques naturels Georisques. Une autre carte permet de prendre connaissance des cavités souterraines localisées sur la commune.
La dernière crue de la Cisse remonte, selon mémoire, à 2001. Toutefois des crues historiques de 1900 et 1960 ont été signalées.

#### Risques technologiques
Le risque de transport de marchandises dangereuses sur la commune est lié à sa traversée par une route à fort trafic et une ligne de chemin de fer. Un accident se produisant sur de telles infrastructures est en effet susceptible d'avoir des effets graves au bâti ou aux personnes jusqu'à 350 m, selon la nature du matériau transporté. Des dispositions d'urbanisme peuvent être préconisées en conséquence.

## Toponymie
Le choix du nom de la commune nouvelle s'est porté sur sa situation géographique. En effet, Valloire-sur-Cisse est une contraction de Val de Loire et de Val de Cisse, deux cours d'eau aux coteaux sur lesquels s'est formée l'intégralité de la commune, à la première confluence de la Cisse.

## Histoire

### Avant 2017
Créée en 2017, Valloire-sur-Cisse est la fusion des communes aujourd'hui déléguées de :
- Chouzy-sur-Cisse, charmant village qui s'est développé autour d'un prieuré de l'abbaye de Marmoutier, d'un château féodal et de la gare ferroviaire,
- Coulanges, ancien hameau qui s'est formé autour d'une église, de lavoirs et de moulins sur la Cisse, autrefois connu pour ses vignobles,
- Seillac, qui avait déjà absorbé la paroisse de Prunay au moment de la Révolution ; n'est d'ailleurs pas arrosée par la Cisse mais par son affluent le Cissereau.

#### Événements communs aux trois communes déléguées
Néanmoins, les trois communes constituantes de Valloire-sur-Cisse ont connu des épisodes identiques :
- En 2012, les trois communes, jusque là[Depuis quand ?] membres de la communauté de communes Beauce - Val de Cisse, rejoignent celle de Blois, Agglopolys.

### Depuis 2017
La commune de Valloire-sur-Cisse fait partie de la troisième génération de communes nouvelles suivant la réforme des collectivités territoriales de 2015. La commune est officiellement créée le 1er janvier 2017 par un arrêté préfectoral du 4 juin 2016.

## Politique et administration

### Communes déléguées
| Nom                      | Code Insee | Intercommunalité    | Superficie (km2) | Population (dernière pop. légale) | Densité (hab./km2) |
| ------------------------ | ---------- | ------------------- | ---------------- | --------------------------------- | ------------------ |
| Chouzy-sur-Cisse (siège) | 41055      | CA Blois-Agglopolys | 22,43            | 2 013 (2014)                      | 90                 |
| Coulanges                | 41064      | CA Blois-Agglopolys | 8,35             | 322 (2014)                        | 39                 |
| Seillac                  | 41240      | CA Blois-Agglopolys | 9,58             | 103 (2014)                        | 11                 |

### Conseil municipal
De la constitution de la commune nouvelle en 2017 jusqu'aux élections municipales de 2020, le conseil municipal de Valloire-sur-Cisse était constitué de l'ensemble des conseillers municipaux des anciennes communes. Un nouveau maire est élu début 2017 pour la commune nouvelle, à savoir Jean Gasiglia, jusque là maire de Seillac. Les maires des communes sont alors devenus maires délégués de chacune des anciennes communes, jusqu'en 2020.

### Liste des maires
| Période      | Période  | Identité             | Étiquette | Qualité        |
| ------------ | -------- | -------------------- | --------- | -------------- |
| janvier 2017 | mai 2020 | Jean Gasiglia        |           | Retraité       |
| mai 2020     | En cours | Catherine Lheritier, |           | Ancienne cadre |

## Équipements et services

### Eau et assainissement
L'organisation de la distribution de l'eau potable, de la collecte et du traitement des eaux usées et pluviales relève des communes. La compétence eau et assainissement des communes est un service public industriel et commercial (SPIC).

#### Alimentation en eau potable
Le service d'eau potable comporte trois grandes étapes : le captage, la potabilisation et la distribution d'une eau potable conforme aux normes de qualité fixées pour protéger la santé humaine. En 2019, la commune est membre du syndicat intercommunal d'adduction d'eau potable du  Val de Cisse qui assure le service en le délégant à une entreprise privée, dont le contrat arrive à échéance le 30 juin 2022.

#### Assainissement des eaux usées
En 2019, la gestion du service d'assainissement collectif de la commune de Valloire-sur-Cisse est assurée par la communauté d'agglomération Agglopolys. Cet établissement public a délégué le service à une entreprise privée, Veolia, dont le contrat arrive à échéance le 31 décembre 2022.
Deux stations de traitement des eaux usées sont en service au 1er janvier 2019 sur le territoire communal : 
- « Les Hauts De Villeneuve », un équipement utilisant la technique des disques biologiques, dont la capacité est de 70 EH , mis en service le 1er juillet 2011[57] ;
- « Cd58 », un équipement utilisant la technique de l'aération par boues activées, avec prétraitement, aération par boues activées, dont la capacité est de 1 820 EH , mis en service le 2 juillet 2011[58].

L'assainissement non collectif (ANC) désigne les installations individuelles de traitement des eaux domestiques qui ne sont pas desservies par un réseau public de collecte des eaux usées et qui doivent en conséquence traiter elles-mêmes leurs eaux usées avant de les rejeter dans le milieu naturel. La Communauté d'agglomération de Blois « Agglopolys » assure pour le compte de la commune le service public d'assainissement non collectif (SPANC), qui a pour mission de vérifier la bonne exécution des travaux de réalisation et de réhabilitation, ainsi que le bon fonctionnement et l'entretien des installations.

### Sécurité, justice et secours
La sécurité de la commune est assurée par la brigade de gendarmerie de Veuzain-sur-Loire qui dépend du groupement de gendarmerie départementale de Loir-et-Cher installé à Blois.
En matière de justice, Valloire-sur-Cisse relève du conseil de prud'hommes de Blois, de la Cour d'appel d'Orléans (juridiction de Blois), de la Cour d'assises de Loir-et-Cher, du tribunal administratif de Blois, du tribunal de commerce de Blois et du tribunal judiciaire de Blois.

## Population et société

### Démographie
| Nom                      | Code Insee | Intercommunalité    | Superficie (km2) | Population (dernière pop. légale) | Densité (hab./km2) |
| ------------------------ | ---------- | ------------------- | ---------------- | --------------------------------- | ------------------ |
| Chouzy-sur-Cisse (siège) | 41055      | CA Blois-Agglopolys | 22,43            | 2 013 (2014)                      | 90                 |
| Coulanges                | 41064      | CA Blois-Agglopolys | 8,35             | 322 (2014)                        | 39                 |
| Seillac                  | 41240      | CA Blois-Agglopolys | 9,58             | 103 (2014)                        | 11                 |

#### Évolution démographique
L'évolution du nombre d'habitants est connue à travers les recensements de la population effectués dans la commune depuis sa création.

En 2022, la commune comptait 2 433 habitants, en évolution de −1,18 % par rapport à 2016 (Loir-et-Cher : −1,15 %, France hors Mayotte : +2,11 %).
| 2015  | 2016  | 2017  | 2018  | 2019  | 2022  |
| ----- | ----- | ----- | ----- | ----- | ----- |
| 2 462 | 2 462 | 2 438 | 2 416 | 2 393 | 2 433 |

## Économie

### Secteurs d'activité
Le tableau ci-dessous détaille le nombre d'entreprises implantées à Valloire-sur-Cisse selon leur secteur d'activité et le nombre de leurs salariés :
|                                                              | total | % com (% dep) | 0 salarié | 1 à 9 salarié(s) | 10 à 19 salariés | 20 à 49 salariés | 50 salariés ou plus |
| ------------------------------------------------------------ | ----- | ------------- | --------- | ---------------- | ---------------- | ---------------- | ------------------- |
| Ensemble                                                     | 7,4   | 7,3 (100)     |           |                  |                  |                  |                     |
| Agriculture, sylviculture et pêche                           | 9,5   | 7,2 (11,8)    |           |                  |                  |                  |                     |
| Industrie                                                    | 55,3  | 49,4 (6,5)    |           |                  |                  |                  |                     |
| Construction                                                 |       | (10,3)        |           |                  |                  |                  |                     |
| Commerce, transports, services divers                        |       | (57,9)        |           |                  |                  |                  |                     |
| dont commerce et réparation automobile                       |       | (17,5)        |           |                  |                  |                  |                     |
| Administration publique, enseignement, santé, action sociale |       | (13,5)        |           |                  |                  |                  |                     |
| Champ : ensemble des activités.                              |       |               |           |                  |                  |                  |                     |

Sur les 7,4 entreprises implantées à Valloire-sur-Cisse en 2016, 0 ne font appel à aucun salarié et 0 comptent 1 à 9 salariés.
Il convient de se reporter aux articles consacrés aux anciennes communes fusionnées.

## Culture locale et patrimoine

### Patrimoine mondial de l'Unesco
Le 30 novembre 2000, le Val de Loire, dans son cours moyen de Sully-sur-Loire (Loiret) à Chalonnes-sur-Loire (Maine-et-Loire), est inscrit sur la liste du patrimoine mondial de l'UNESCO comme « paysage culturel ». Cette inscription reconnaît au site une « valeur universelle exceptionnelle » fondée sur la densité de son patrimoine monumental, architectural et urbain, l'intérêt du paysage fluvial et la qualité exceptionnelle d'expressions paysagères héritées de la Renaissance et du Siècle des Lumières. Toute altération de la V.U.E. est considérée comme une perte pour la mémoire de l'Humanité.
Valloire-sur-Cisse fait ainsi partie des vingt-six communes de Loir-et-Cher dont le territoire est dans le périmètre inscrit,.
Un plan de gestion pour le Val de Loire patrimoine mondial couvrant les quatre départements concernés par le périmètre inscrit a été adopté le 15 novembre 2012 par le préfet de la région Centre, coordonnateur du site. L'État et les collectivités territoriales, dont les communes, au titre de leurs compétences en matière de patrimoine et d'urbanisme, ou encore de leurs politiques socioéconomiques et d'aménagement du territoire, s'engagent à mettre en place les moyens d'identification, de protection, de conservation et de mise en valeur de ce paysage culturel vivant.

### Lieux et monuments
- Les ruines de l'abbaye de la Guiche (Chouzy-sur-Cisse),  Inscrit MH (1926, Abbaye de la Guiche (restes de l'ancienne) y compris les tombeaux du 14e siècle)[70].
- Le château de Rocon (Coulanges).
- Le château de l'Isle Vert (Chouzy-sur-Cisse).
- Le manoir de Laleu (Chouzy-sur-Cisse),  Inscrit MH (1937, chapelle)[71].
- Le domaine de Seillac.

### Monuments religieux
Valloire-sur-Cisse comprend naturellement les églises de ses communes déléguées :
- l'église Saint-Martin (Chouzy-sur-Cisse • XIe siècle), reconstruite au XVIe, puis à nouveau reconstruite au 19e avec réemplois.
- l'église Saint-Denis (Coulanges • XIIe siècle),
- l'église Saint-Jacques (Seillac • XIIe siècle).